# Prästbagge
Prästbagge (Rhagonycha fulva) är en skalbaggsart som först beskrevs av Giovanni Antonio Scopoli 1763.  Prästbaggen ingår i släktet Rhagonycha, och familjen flugbaggar. Arten är reproducerande i Sverige.
Skalbaggen blir 7-10 millimeter stor, är rödbrun till färgen men har svarta täckvingespetsar, fötter och antenner. I Sverige är den vanligt förekommande upp till Värmland. De syns ofta på gräs och blommor, och äter andra insekter och småkryp.
Populärnamnet prästbagge introducerades i svenska språket på 1970-talet genom Carl-Cedric Coulianos svenska översättningen av Leif Lyneborgs danskspråkiga Skalbaggar i färg. Det danska namnet kommer från den folkliga föreställningen att präster parar sig så fort det finns tillfälle. På liknande vis har snärjmåra i vissa dialekter på både danska och svenska kallats för prästelus, och på danska kallas stinksvamp även "prästepik".

## Bildgalleri

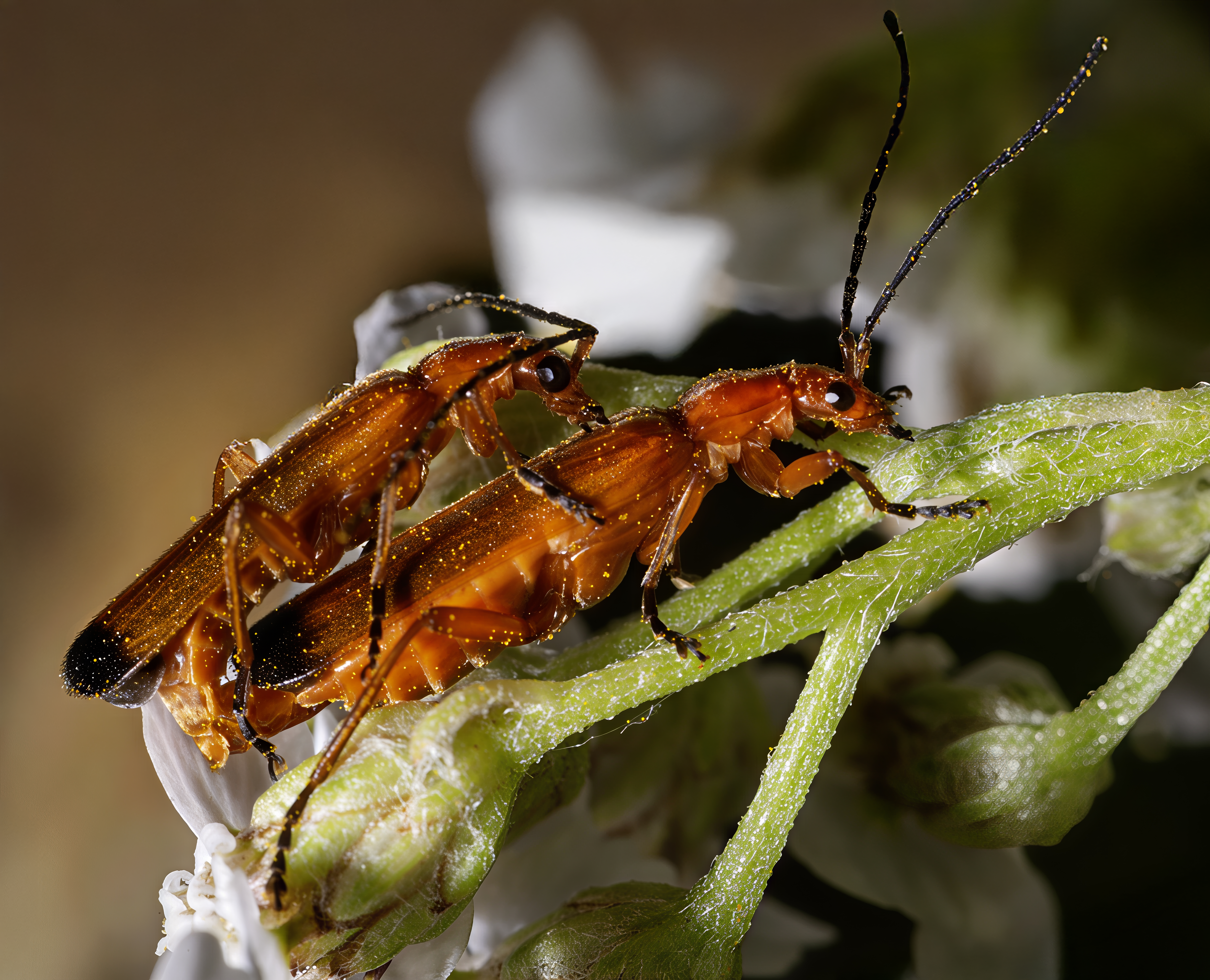
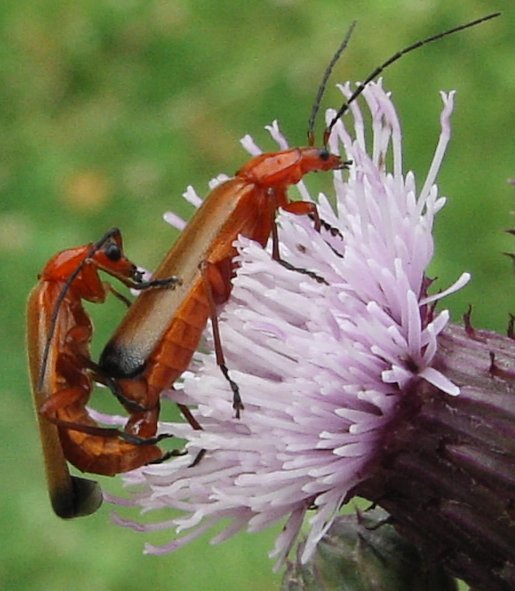
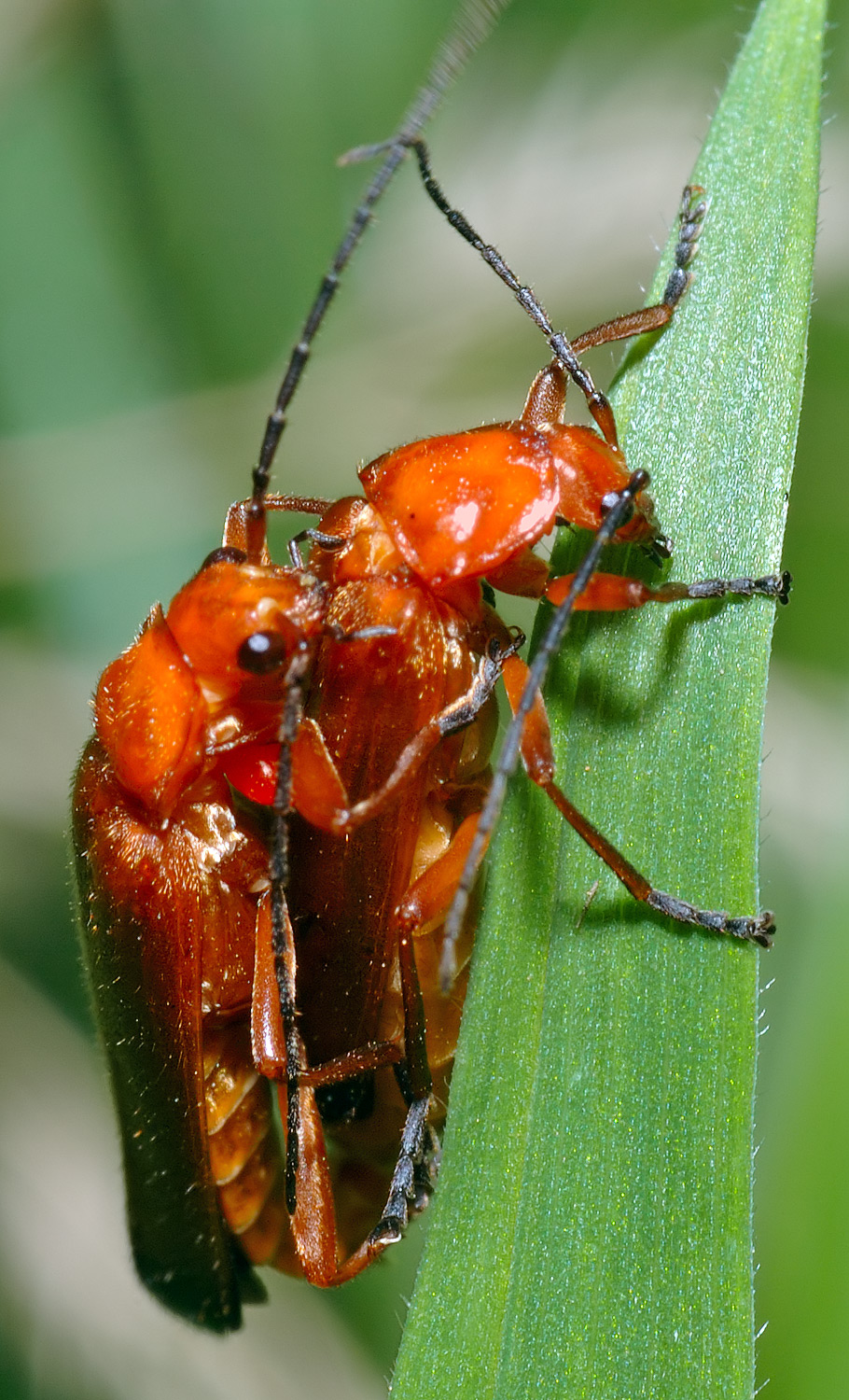
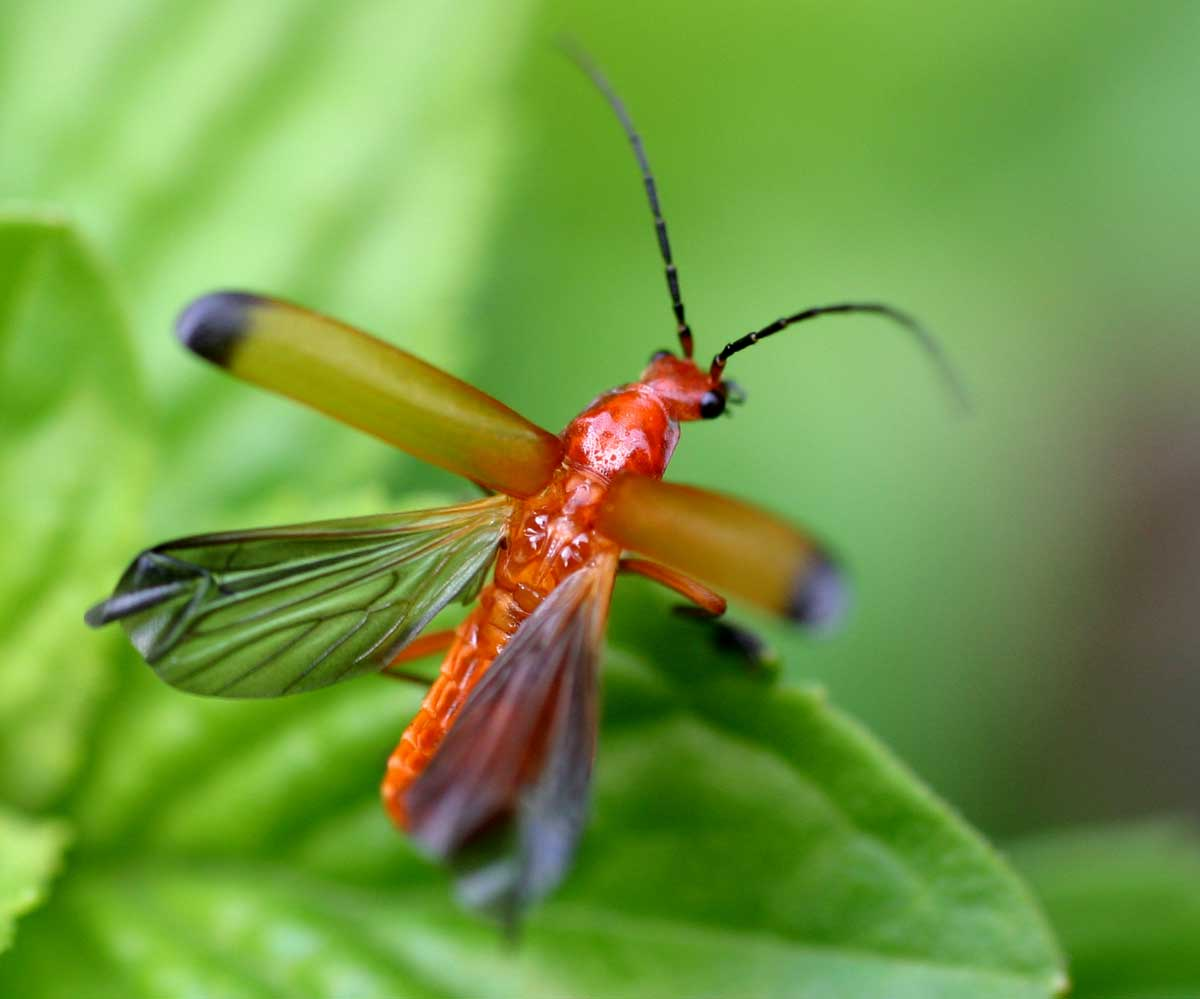
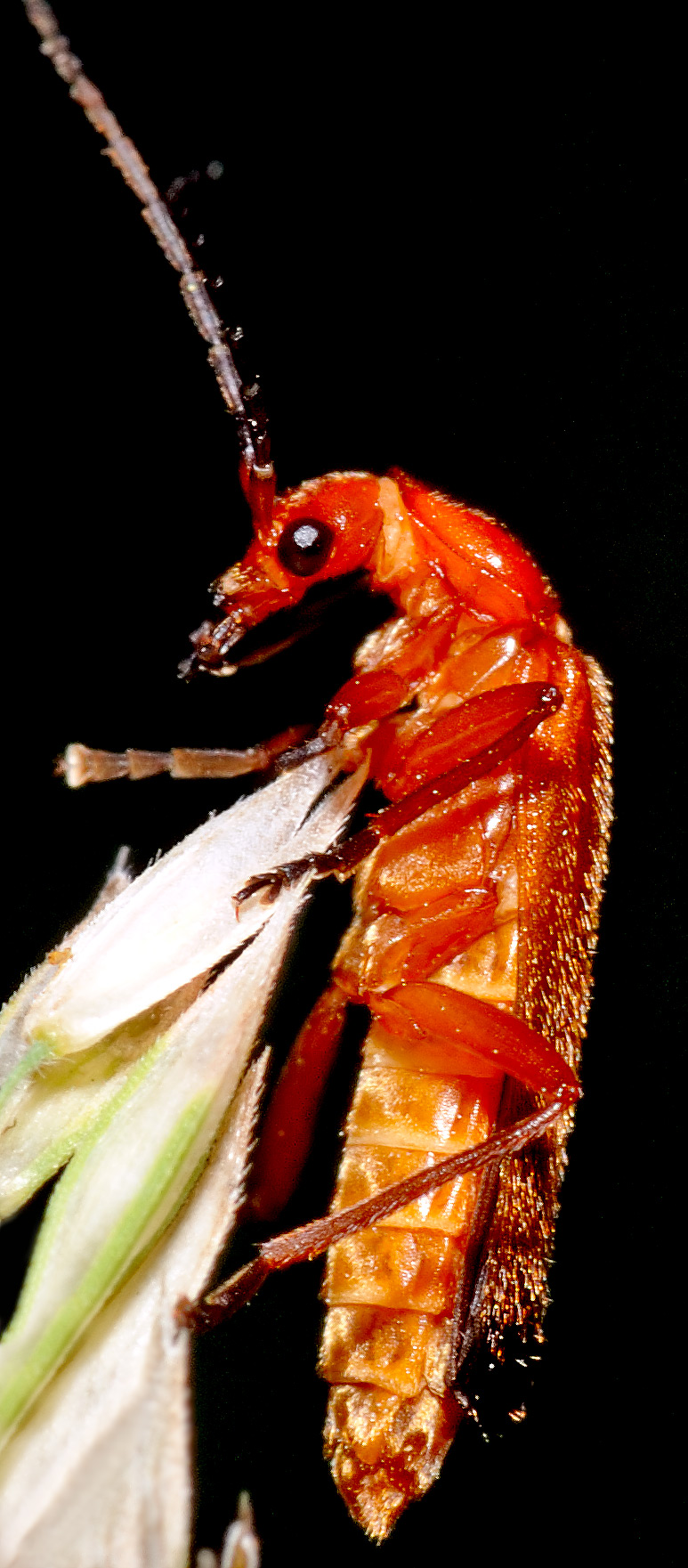
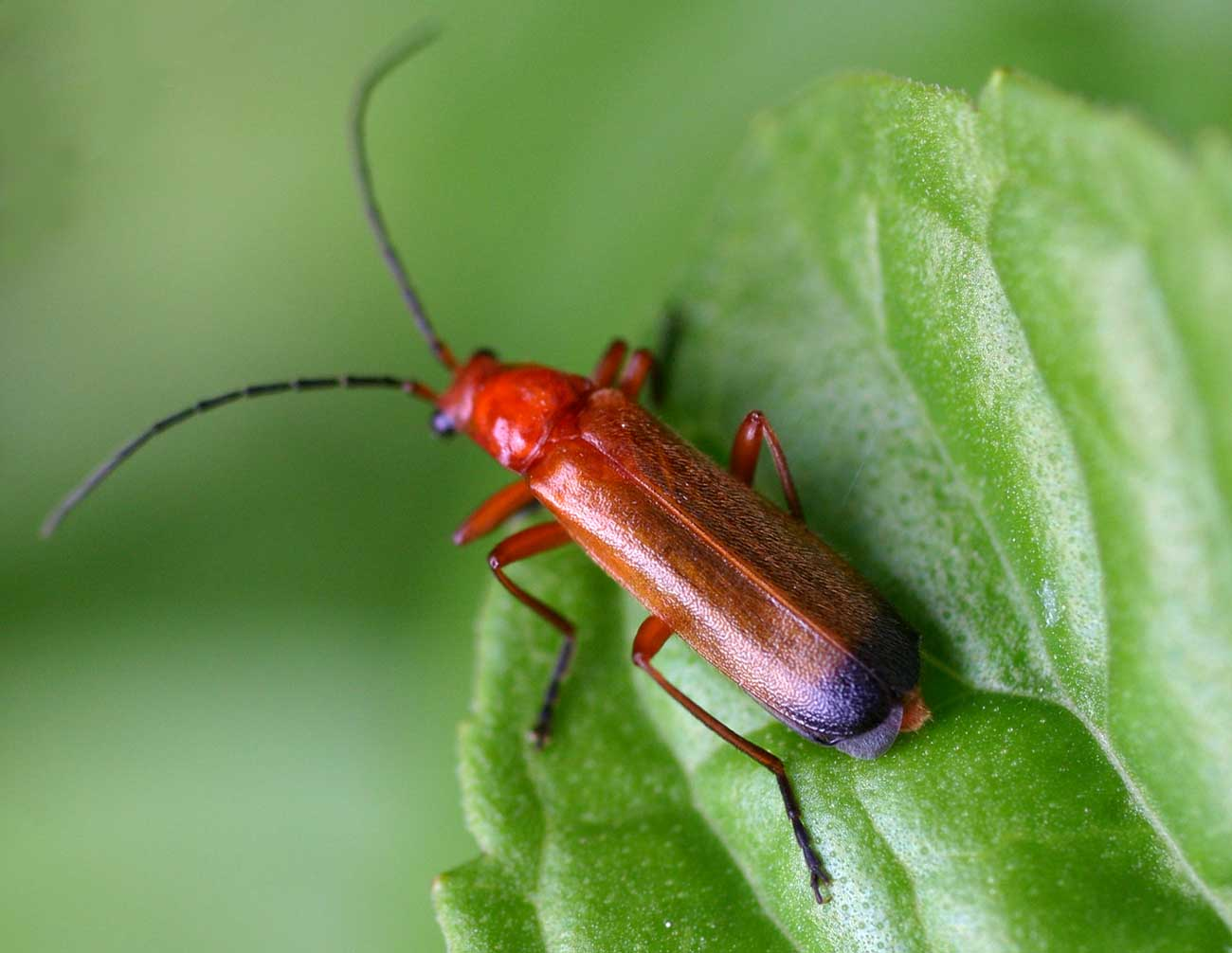